# Boarmia zaloschema
Boarmia zaloschema là một loài bướm đêm trong họ Geometridae.